# Карл I (граф Арманьяк)
Карл I (фр. Charles Ier d'Armagnac; 1425 — 3 червня 1497) — граф Арманьяк, Фезансак, Родез в 1483—1497 роках. Більше 10 років провів у Бастилії.

## Життєпис
Походив з Дому Фезансаге (Другий Дім Арманьяк). Другий син Жана IV, графа Арманьяк, Фезансак, Родез, та Жанни де Фуа. Народився 1425 року. У 1445 році після арешту батька опинився під опікою дофіна Людовика, з яким затоваришував. 1450 року після смерті батька отримує віконства Фезансаге і Кресссейл, баронії Рокфйль, Мервей, Валлероге, Монетьє.
Був вірним союзником свого брата Жана V. Після конфіскації 1460 року за рішенням Паризького парламенту усіх земель Карл також втратив власні володіння. Втім вже 1461 року після смерті короля Карла VII отримав усі віконства і баронії від нового короля Людовика IX.
Зберігав вірність королю, не долучався до Ліги суспільного блага та не брав участь в авантюрах брата. Втім Людовик IX через недовіру до Жана V д'Арманьяка, король також став погано ставитися до Карла де Фезансаге. 1468 року оженився на представниці роду Фуа-Кандаль.
У 1470 році після конфіскації земель у його брата, Карла засуджено за привласнення королівських прав, образу і насильницькі дії проти королівських чиновників, грабіж шляхти, церковних служників і простолюду, в їх будинках і на великих дорогах, карбування фальшивої монети, згвалтування і содомію, до ув'язнення в замку Родель, що було зроблено після захоплення Карла в замку Коссе-Нуар. Приводом для цього стало спроба Карла захопити місто Мілло.
1472 року рішенням Паризького парламенту засуджений до штрафу у 8 тис. ліврів, для ремонту будівлі правосуддя — 1 тис. ліврів, вигнанню на 3 роки. Але в цей час Жан V д'Арманьяк повстав проти короля, тому Карла було схоплено й запроторено до Бастилії. Карцер був настільки вузьким, похмурим і вологим, що із зведення сочилася вода, і капала на Карла, який залишався іноді в багні до коліна. Протягом перших 2 років ув'язнення у в'язниці, йому давали тільки мізерну їжу; пив він лише воду; часто бракувало сорочки і завжди взуття; його до крові били дерев'яними прутами, вирвали зуби.
Його було звільнено лише після смерті Людовика IX у 1483 році. Ще у 1473 році загинув його брат Жан V, а графства останнього були розділені між королівськими васалами.
1484 року він звернувся до Генеральних Штатів в Турі з проханням про реабілітацію брата і поверненням собі спадщини. За рішенням Штатів король Карл VIII повернув йому титули, але володіння треба було викуповувати у їх нинішніх власників, які отримали їх від короля Людовика XI. Карл, чиї розумові здібності пошкоджені тортурами, був не здатним на якісь дії. П'єр II де Бурбон вимагав за Арманьяк 15 тис. золотих екю. Ален д'Альбре, граф Перігора, що сплатив борги Карла I за перебування в Бастилії, став фактично опікуном останнього. Ален погодився передати Бурбону за графство Арманьяк сеньйорії Екс і Аженуа як аванс. Натомість д'Альбре отримала від Карла I графство Арманьяк.
Зрештою рішенням Парламенту Тулузи був оголошений недієздатним, а опікунство над ним було передано Алену д'Альбре. З цього моменту переходив від одного до іншого опікуна — Жана д'Альбре, Філіпп де Вуазен, Жеро де Марестан, які від його імені користуватися його землями. 1493 року опікуни були відсторонені від влади.
1495 року був захоплений Жаном д'Арманьяк, герцогом Немур, і П'єром д'Арманьяк, захопили Карла I. Їх став переслідувати граф Жан де Астарак, якого Тулузький парламент призначив опікуном. 1496 року почалися нові перемовини щодо опікунства. 1497 року Карл I помер у замку Кастельно-Монмірай. Після цього процес про поділ його спадщини тривав довгі роки, і закінчився в 1514 році, коли король Людовик XII передав спірні володіння внучатому небожеві Карла I — Карлу IV, герцогові д'Алансону.

## Родина
Дружина — Катерина, донька Жана де Фуа-Кандаль, графа Беножа
дітей не було
- 1 бастард